# Regne de Provença
El regne de Provença les Dues Borgonyes Borgonya Cisjurana o d'Arles fou una regió regida per reis burgundis que van existir entre el 843 i el 1032 sota diverses denominacions i extensions corresponents amb grans diferències a la regió de Provença moderna.
L'any 843, el Tractat de Verdun va concedir a Lotari I la Frància Mitjana, incloent la Provença. A la seva mort el 855 el seu territori fou repartit entre els seus tres fills mascles vius, i es van formar tres regnes: Itàlia, Lotaríngia i Provença. Aquest regne de Provença abraçava Borgonya i Provença i fou per al fill Carles de Provença. A la mort de Carles el 863 el regne es va dividir entre Lotari II de Lotaríngia i Lluís II el Jove rei d'Itàlia. Provença fou per al segon, però l'hereu legítim era el primer i la Baixa Borgonya va resistir a Lluís, sota la direcció de Girard del Rosselló (antic regent) que va formar el ducat de Lió (Viena del Delfinat i Lió) sota sobirania de Lotari II; a la mort d'aquest el 869, els seus oncles Lluís el Germànic i Carles el Calb es van repartir els seus territoris pel tractat de Meerssen del 8 d'agost del 870. El ducat de Lió va resistir sota Girard del Rosselló, però finalment la vespre de Nadal, Carles va conquerir Viena; Girard i la seva dona van poder marxar a les seves possessions privades. Bosó, cunyat de Carles el Calb, fou nomenat duc de Lió i Viena. El 875 a la mort de Lluís II el Jove, rei d'Itàlia, Carles el Calb va anar a Itàlia per assolir la successió i ser coronat emperador i llavors va nomenar al seu cunyat com a duc de Provença (i de Llombardia i el 976 com a virrei d'Itàlia).

## Reis de Provença
- 855 - 863: Carles de Provença, fill de Lotari I
  - 863 - 875: Lluís II d'Itàlia, germà
  - 875- 877: Carles II el Calb, oncle (germà de Lotari I)
    - 875- 879: Bosó de Provença, cunyat de Carles el Calb, duc de Provença
- 879- 887: Bosó de Provença, espòs d'Ermengarda, filla única de Lluís II. Elegit rei per la noblesa i el clergat
- 887- 928: Lluís III, fill del precedent
- 911 - 933: Hug d'Arles, casat amb una filla de Bosó de Provença, administrador del regne des de 905, rei d'Itàlia des de 926 i rei a Provença el 928.
- 933 o 934: Cedit al regne de Borgonya Transjurana

## Regne de Borgonya amb Provença o Segon regne de Provença
El va formar Bosó el 879 per elecció dels nobles i bisbes el 879. El formaven Provença, Baixa Borgonya o Inferior o Cisjurana (Viena i Lió) i Alta Borgonya o Borgonya Superior (després el ducat de Borgonya). La Borgonya Transjurana, un ducat imperial des de 859, no en feia part i al seu torn es va erigir en regne de Borgonya Transjurana el 888. Bosó fou derrotat el 881 i es va retirar a les seves possessions de Provença i el regne fou dissolt (vers 882 o 883).

## Regne de Borgonya Cisjurana amb Provença
Aquest regne el va formar Bosó el 884 o 885 quan fou reconegut pel rei Carles III el Gras, amb la Borgonya Cisjurana i Provença. És anomenat alternativament com regne d'Arle o regne de Viena per les seves capitals. L'Alta Borgonya no en feia part i va esdevenir el marquesat de Borgonya (905) i ducat de Borgonya (918). La Transjurana va restar independent. Bosó de Provença va morir el 887 i el va succeir el seu fill Lluís III el Cec que fou per un temps rei d'Itàlia i emperador. Des del 911 va confiar la regència a Hug d'Arle, comte d'Arle (Provença) que el 926 fou proclamat per la noblesa italiana com a rei d'Itàlia i que a la mort de Lluís III el 928 es va proclamar rei de Borgonya Cisjurana i Provença, deixant només a l'hereu Carles Constantí (fill de Lluís III) el comtat de Viena, segurament sota alta sobirania del rei de França). Vers el 933 o 934 va cedir la Borgonya Cisjurana i els drets d'alta sobirania de Provença i potser el Vienès a Rodolf II de Borgonya (Transjurana) a canvi de la seva renúncia a Itàlia.

## Regne de les Dues Borgonyes
Rodolf II de Borgonya va reunir (934) en una sola corona la Transjurana i la Cisjurana incloent Provença (encara que sembla que Hug d'Arle va conservar a Provença els drets comtals a la diòcesi d'Usès i l'usdefruit vitalici). Aquest regne és anomenat regne de les Dues Borgonyes. Va mantenir aquest nom als primers anys del seu fill Conrad III el Pacífic.

## Regne d'Arle
Probablement després de mort Hug d'Arle el 947 el país agafà el nom de regne d'Arle. El formava la Borgonya Cisjurana, la Transjurana, el Vienès i Provença. El comte de Provença es va mantenir feudatari uns quants anys però al final del segle, a causa de la lluita contra el sarraïns, de fet es va emancipar, si bé nominalment en restava un feu i va romandre com a feu imperial després del 1032 quan el darrer rei Rodolf III d'Arle va llegar el regne a l'emperador Conrad el Sàlic. El parent més proper, Eudes II de Blois va intentar heretar el regne però després de dos anys de lluita va haver de renunciar (1034).